# Airy (kráter na Měsíci)
Airy je měsíční impaktní kráter se značně členěným okrajovým valem nacházející se na přivrácené straně Měsíce v pevninské oblasti s množstvím kráterů východně od Mare Nubium (Moře oblaků). Má průměr 37 km, pojmenován je podle britského astronoma G. B. Airyho.
Leží v řetězci kráterů (postupně od severu) Vogel, Argelander, Airy. Jiho-jihovýchodně leží kráter Donati.

## Satelitní krátery
V okolí kráteru se nachází několik menších kráterů. Ty byly označeny podle zavedených zvyklostí jménem hlavního kráteru a velkým písmenem abecedy.
| Airy | Sel. šířka | Sel. délka | Průměr |
| ---- | ---------- | ---------- | ------ |
| A    | 17.0° J    | 7.7° V     | 13 km  |
| B    | 17.6° J    | 8.5° V     | 29 km  |
| C    | 19.3° J    | 4.9° V     | 34 km  |
| D    | 18.2° J    | 8.5° V     | 7 km   |
| E    | 20.7° J    | 7.6° V     | 38 km  |
| F    | 18.2° J    | 7.3° V     | 5 km   |
| G    | 18.7° J    | 7.0° V     | 25 km  |
| H    | 18.7° J    | 5.8° V     | 9 km   |
| J    | 19.0° J    | 6.1° V     | 4 km   |
| L    | 20.4° J    | 7.5° V     | 6 km   |
| M    | 19.2° J    | 7.6° V     | 1 km   |
| N    | 17.8° J    | 8.2° V     | 8 km   |
| O    | 16.7° J    | 8.3° V     | 5 km   |
| P    | 15.8° J    | 8.4° V     | 7 km   |
| R    | 19.6° J    | 8.8° V     | 7 km   |
| S    | 17.2° J    | 9.4° V     | 5 km   |
| T    | 19.2° J    | 9.4° V     | 40 km  |
| V    | 17.5° J    | 9.2° V     | 5 km   |
| X    | 18.9° J    | 10.2° V    | 4 km   |